# Древесная американская ласточка
Древесная американская ласточка, или речная ласточка (лат. Tachycineta bicolor), — американский вид певчих птиц семейства ласточковых.

## Описание
Длина тела составляет от 14 до 15 см, а масса — от 18 до 22 г. Половой диморфизм не выражен. Голова, оперение спины, а также крылья имеют преимущественно окраску от тёмно-синего до сине-чёрного цвета. Горло, грудь и брюхо белёсые. Синеватое оперение при падении света имеет металлический отлив. Нижняя сторона крыльев имеет светло-коричневую окраску. Внешние перья крыльев чаще окрашены в чёрный цвет. В области глаз имеется чёрная полоса. Длинные крылья выходят за рамки хвоста. Ноги очень короткие, также как и пальцы ног. Это является серьёзным препятствием для передвижения по земле. Окраска ног коричневатого цвета. Клюв имеет чёрную окраску. Молодые птицы похожи в окраске оперения на взрослых птиц. Только синеватое оперение имеет частично коричневатую окраску.

## Распространение
Древесная американская ласточка — это неарктический вид. Она гнездится на Аляске, на территории центрального Юкона и в Северо-Западных территориях, на южном побережье Гудзонова залива, а также на юге Квебека и на востоке полуострова Лабрадор. Это перелётная птица, мигрирующая в Центральную Америку на юг Соединённых Штатов, в Мексику и восточное побережье Южной Америки. 9 июня 1939 г. экземпляр был пойман на острове Врангеля.

## Питание
Птица, которая часто встречается в больших группах, ловит насекомых в полёте. Наряду с этим она питается ягодами, в том числе плодами лавра, переваривать которые могут лишь немногие виды птиц.

## Размножение
Гнездящаяся пара строит в искусственных или естественных пещерах вблизи воды гнездо из растительного материала в форме чаши. Кладку из 4—6 яиц высиживает только самка 15 дней. Через 16—30 дней молодые птицы становятся самостоятельными.